# Беневентанский распев
Беневента́нский распев, беневента́нское пение (фр. chant bénéventain, англ. Beneventan chant) — региональная традиция церковной монодии католиков, которая существовала в Средние века в монастырях Беневента и Монтекассино, прежде чем была вытеснена григорианским пением. 

## Краткая характеристика
В VII—VIII веках в Беневенте получил развитие богослужебный обряд, специфически отличающийся от римского обряда. Вместе с ним развился и специфический церковный распев, позднее получивший название беневентанского. После 1058 г., когда папа Стефан IX официально поставил беневентанский обряд вне закона, беневентанский распев перестал использоваться в регулярном богослужении и фактически стал артефактом западноевропейской церковной музыки. Сохранившиеся рукописи беневентанского распева датируются XI — XIII веками, хотя содержащийся в них репертуар (по общему признанию медиевистов) более раннего происхождения.

### Жанровые и музыкально-стилевые особенности
Как и в амвросианском распеве, беневентанский интроит назывался «ингрессой» (ingressa) и распевался без верса (псалмового стиха, типичного для григорианских интроитов). Беневентанские оффертории отличаются краткостью, в них также отсутствует верс. В беневентанских аллилуйях используется практически одна и та же мелодия. Сохранилось значительное количество написанной в Беневенте и Монтекассино гимнографии (тропов и секвенций).
Как и в других итальянских региональных традициях (староримский распев, амвросианский распев), в беневентанском распеве больше мелизматики, чем в григорианском, при этом по сравнению с последним в беневентанской монодии гораздо сильнее выражена центонизация (признак, указывающий на архаичность техники композиции).
Звуковысотная структура беневентанского распева почти не исследована, сведения о ней носят описательный характер. К примеру, гарвардский профессор Т.Ф. Келли сообщает, что практически все мелодии заканчиваются на тонах A и G, при этом ничто не указывает на восьмиладовую организацию, присущую средневековой [церковной] музыке.
Для нотированных рукописей, происходящих из Беневента, Монтекассино и некоторых других регионов Италии, характерна особая разновидность невм, в лексиконе западных палеографов описываемая как «беневентанские», или «южноитальянские», невмы.

## Издания и описания источников
- Bibl. Vaticana, Codex lat. 10673: Graduel bénéventain (XI в.) // Paléographie musicale I/14 (1931).
- Biblioteca capitolare di Benevento, Codex VI.34: Graduel de Bénévent avec prosaire et tropaire // Paléographie musicale I/15 (1937-51).
- Biblioteca capitolare di Benevento, Codex VI.33 (XI в.): Missale antiquum // Paléographie musicale I/20 (1983) = (web)
- Kelly T.F. Les témoins manuscrits du chant bénéventain // Paléographie musicale I/21 (1992-93).
- Beneventanum Troporum Corpus, ed. E. Planchart. A-R Editions, 1994-1996 (8 выпусков).
- Biblioteca capitolare di Benevento, Codex VI.38 (григорианский градуал, дополненный 8 беневентанскими мессами; рукопись не издана).
- Biblioteca capitolare di Benevento, Codex VI.40 (григорианский градуал, дополненный 13 беневентанскими мессами; рукопись не издана).
- The music of the Beneventan rite / ed. by Thomas Kelly & Matthew Peattie. Kassel; New York: Bärenreiter, 2016. xv, 568 p. (Monumenta monodica medii aevi, vol. 9)[6].